# Francien
Francien is de naam die in de 19e eeuw door Gaston Paris is gegeven aan een hypothetisch Gallo-Romaans dialect dat in de 12e en 13e eeuw werd gesproken in Parijs en de directe omgeving hiervan, ofwel het Île-de-France. Het Francien zou ten opzichte van de andere langues d'oïl - die soms allemaal onder de noemer Oudfrans worden geschaard - zijn uitverkoren en veranderd in de taal die in de 16e eeuw de standaardtaal van heel Frankrijk is geworden. Het moderne Frans zou op deze manier niet rechtstreeks van het vulgair Latijn afstammen maar van het Romaanse dialect dat in de 12e en 13e eeuw in Parijs werd gesproken. 
De theorie van het Francien is nooit algemeen aanvaard omdat er geen bewijzen zijn dat dit dialect echt gesproken is. Sommigen zien de Francien-hypothese alleen maar als een manier om de ontwikkeling van het Oudfrans naar het Middelfrans kunstmatig te verklaren. Sinds 1950 wordt er dan ook niet veel geloof meer gehecht aan het idee dat het moderne Frans zijn oorsprong in Parijs heeft gehad.